# مری آباد
مری آباد یک منطقهٔ مسکونی در پاکستان است که در ناحیه کوئته واقع شده‌است. جمعیت مری آباد بنابر احصاییه ۲۰۰۶ (میلادی) ۳۵۰٬۰۰۰ است.